# Biển Camotes
Biển Camotes là một biển nhỏ nằm trong quần đảo Philippines, giữa Đông Visayas và Trung Visayas. Nó tiếp giáp với quần đảo Leyte về phía bắc và đông, Bohol về phía nam và Cebu về phía tây. Nó nối liền với biển Visayas về phía tây bắc và biển Boral về phía nam bởi kênh đào Canigao và eo Cebu. Biển này có quần đảo Camotes và đảo Mactan.